# Wagah

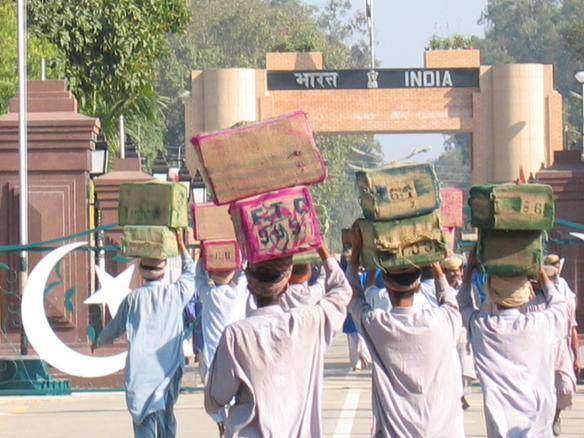
Sinds de onafhankelijkheid worden handelswaren door dragers over de grens getild.

Wagah (Urdu: واہگہ, Punjabi: ਵਾਘਾ, Hindi: वाघा) is de enige land-grensovergang tussen India en Pakistan en ligt op de Grand Trunk Road tussen de steden Amritsar in India en Lahore in Pakistan. Wagah is sinds 1947 een gedeelde stad, het westelijke deel ligt in Pakistan en het oostelijke deel in India. 

## De grensovergang van Wagah
De grensovergang van Wagah wordt vaak omschreven als de Aziatische Berlijnse Muur, alwaar iedere avond een ceremoniële grenssluiting onder de naam het strijken der vlaggen plaatsvindt. Dit is een nogal agressief overkomende aangelegenheid waarbij de Indiase Border Security Force en de Pakistan Rangers met veel machtsvertoon een parade houden. Ondanks het agressieve karakter is het een behoorlijke toeristisch spektakelstuk; de troepen van beide landen dragen uniformen met felgekleurde tulbanden en er zijn grote podia voor de toeschouwers neergezet. De grensbeambten van beide landen komen gewoon bij elkaar langs voor de afhandeling van alledaagse zaken. De verhoudingen aan de grens in Wagah worden gebruikt als barometer van de Indiaas-Pakistaanse verhoudingen over de jaren.
De Samjhauta Express, de spoordienst tussen Lahore en Delhi, passeert hier twee keer per week, komend van het station van Attari, vijf kilometer van Wagah. De National Highway 1 in India begint ook hier, aan de grens. Deze weg wordt onder meer gebruikt voor de Busdienst Delhi-Lahore die de verbindingen in de Punjab onderhoudt.

## Geschiedenis
Gedurende de Britse overheersing van India maakte Wagah deel uit van de Lahore Divisie van de Britse Punjab. Bij de onafhankelijkheid in 1947 werd de Lahore Divisie, evenals het stadje, gesplitst tussen India en Pakistan.